# Relation aller Fürnemmen und gedenckwürdigen Historien

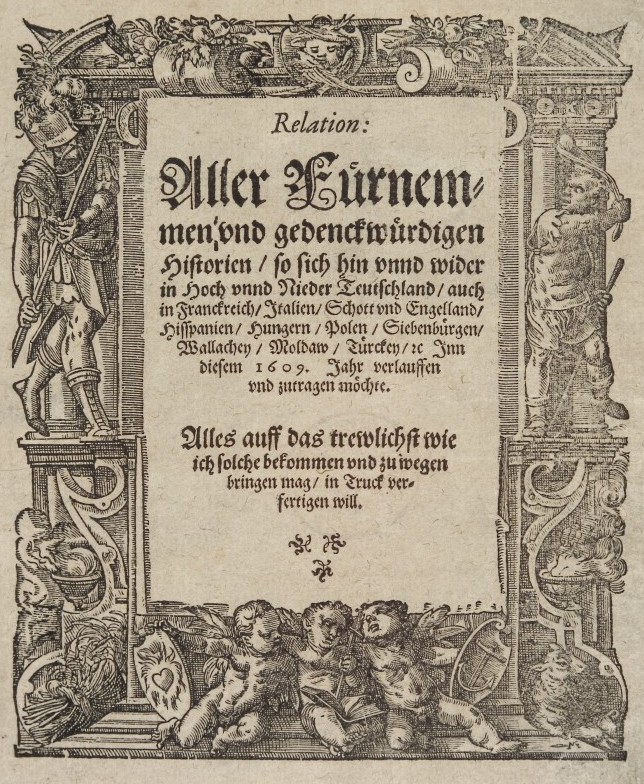
Titelblatt einer Ausgabe von 1609

Die Relation aller Fürnemmen und gedenckwürdigen Historien ist eine deutsche Zeitung, die von 1605 bis 1667 in Straßburg erschienen ist. Sie gilt als die älteste Zeitung der Welt.

## Geschichte
Spätestens seit Anfang Oktober 1605 gab der Buchdrucker Johann Carolus die Relation aller Fürnemmen und gedenckwürdigen Historien in der deutschsprachigen freien Reichsstadt Straßburg im Elsaß heraus. Er stellte sie auf einer Presse her, die er ein Jahr zuvor von einem Buchdrucker erworben hatte. Vorher hatte er die neuesten Nachrichten  in handgeschriebenen Exemplaren an Abonnenten verschickt. (Der Titel war schon vorher bei einigen Meßrelationen gebräuchlich, die in halbjährlichen Abständen die wichtigsten Ereignisse der letzten Zeit zusammenfassten.)
Die Relation berichtete wöchentlich über Ereignisse aus verschiedenen Regionen Europas, die sich Johann Carolus von Berichterstattern aus wichtigen Städten wie Köln, Wien, Prag, Venedig und Rom durch Postboten zuschicken ließ.
Die Zeitung erschien wahrscheinlich bis 1667 (oder 1659?).

## Forschungsgeschichte
1987 fand der Straßburger Archivar Jean-Pierre Kintz  im Stadtarchiv ein Regest über ein Gesuch des Buchdruckers Johann Carolus an den Rat der Stadt, über das in der Sitzung am 21. Dezember 1605 beraten wurde. Dieser bat, für seine Zeitung, von der bisher zwölf Ausgaben wöchentlich erschienen seien, ein Monopol als einzige Zeitung zu bekommen.
Dieses war der Beleg für die nachweisbar älteste Zeitung weltweit, wie der deutsche Zeitungsforscher Martin Welke feststellen konnte, dem diese Informationen zugeschickt wurden.
Bis dahin war ein Jahrgang  der Relation von 1609 aus dem Kloster Salem am Bodensee erhalten geblieben.
2005 gab es in Mainz im Gutenberg-Museum eine Ausstellung zu 400 Jahren Zeitungsgeschichte.